# Семиньяк
Семинья́к (индон. Seminyak) — поселение (келурахан — индон. kelurahan) на западном побережье острова индонезийского острова Бали. Входит в состав района Кута округа Бадунг провинции Бали. Нахлдится к северу от административного центра Куты — одноименного поселения — и фактически слилось с ним. Представляет собой зону смешанной туристическо-жилой застройки.
Как место отдыха туристов район стал набирать популярность с 1983 года. Этот район очень популярен среди экспатов; цены на землю и жильё здесь одни из самых высоких на Бали. Здесь много роскошных спа-курортов и отелей. Благодаря высокой плотности элитных магазинов в сочетании с большим количеством изысканных заведений общественного питания, он быстро стал одним из самых известных туристических районов острова. 
К недостаткам района можно отнести низкое культурное значение — здесь отсутствуют культурные, природные и исторические достопримечательности, нет аутентичных балийских поселений. Также существуют проблемы с избыточной многолюдностью, перезастройкой и трудной дорожной обстановкой.

## Транспорт
Общественный транспорт отсутствует. Как и во многих местах Бали, возникают серьёзные пробки и проблемы с парковкой автомобилей. Улица Джалан Рая Семиньяк (чаще называемая Джалан Легиан) проходит параллельно пляжу, разделяя район пополам и являясь его главной транспортной артерией. 

## Пляж Семиньяк
Пляж Семиньяк (Seminyak Beach) — песчаный, солнечный и хорошо оборудованный. Не очень подходит для купания из-за сильных волн, но подходит для сёрфинга. Длина составляет около 2 км, а ширина в разных местах – от 5 до 40 м. Вместе с соседними пляжами (Кутой и Легианом) он образует длинную береговую линию (порядка 6 км).